# Põhja-Pärnumaa
Põhja-Pärnumaa (‘Noord-Pärnumaa’) is een gemeente in de Estlandse provincie Pärnumaa. De gemeente telde 8.088 inwoners op 1 januari 2023 en heeft een oppervlakte van 1.010,53 vierkante kilometer. Het bestuur van de gemeente is verdeeld over twee plaatsen, Vändra en Pärnu-Jaagupi, die alebei de status van alev (kleine stad) hebben.
De gemeente is een fusiegemeente, die ontstond in oktober 2017, toen de gemeenten Vändra, Vändra vald, Halinga en Tootsi werden samengevoegd.
De in december 2018 opgeheven spoorlijn Lelle - Pärnu loopt door de gemeente. Kõnnu, Viluvere en Tootsi hadden een station aan de spoorlijn.

## Plaatsen
De gemeente telt:
- drie plaatsen met de status van kleine stad (Estisch: alev): Pärnu-Jaagupi, Tootsi en Vändra;
- 86 plaatsen met de status van dorp (Estisch: küla): Aasa, Allikõnnu, Altküla, Aluste, Anelema, Arase, Eametsa, Eense, Eerma, Enge, Ertsma, Halinga, Helenurme, Kaansoo, Kablima, Kadjaste, Kaelase, Kaisma, Kalmaru, Kangru, Kergu, Kirikumõisa, Kobra, Kodesmaa, Kõnnu, Kose, Kullimaa, Kuninga, Kurgja, Langerma, Leetva, Lehtmetsa, Lehu, Libatse, Loomse, Luuri, Lüüste, Mädara, Mäeküla, Maima, Massu, Metsaküla, Metsavere, Mõisaküla, Mustaru, Naartse, Oese, Oriküla, Pallika, Pärnjõe, Pereküla, Pitsalu, Pööravere, Rae, Rahkama, Rahnoja, Rätsepa, Reinumurru, Roodi, Rõusa, Rukkiküla, Säästla, Salu, Samliku, Sepaküla, Sikana, Sohlu, Sõõrike, Soosalu, Suurejõe, Tagassaare, Tarva, Tõrdu, Tühjasma, Ünnaste, Vahenurme, Vakalepa, Vaki, Valistre, Vee, Venekuusiku, Veskisoo, Vihtra, Viluvere, Võidula en Võiera.

Stadsgemeente: Pärnu

Landgemeenten: Häädemeeste · Kihnu · Lääneranna · Põhja-Pärnumaa · Saarde · Tori